# Protium vestitum
Protium vestitum är en tvåhjärtbladig växtart som först beskrevs av José Cuatrecasas, och fick sitt nu gällande namn av D.C. Daly. Protium vestitum ingår i släktet Protium och familjen Burseraceae. Inga underarter finns listade i Catalogue of Life.